# 板橋区立板橋第五中学校
板橋区立板橋第五中学校（いたばしくりつ いたばしだいごちゅうがっこう）は、東京都板橋区板橋四丁目に所在する区立中学校。
通称は板五中（いたごちゅう）、板五（いたご）、五中（ごちゅう）。

## 概要
1955年（昭和30年）4月1日に板橋第一中学校内に設置されたことを始まりとする板橋区立中学校。第7学年から第9学年まであり、板橋区立板橋第四小学校と共に小中一貫教育を実施している。
所在地：東京都板橋区板橋四丁目49番3号

## 沿革
- 1955年（昭和30年）4月1日 - 板橋第一中学校内に板橋第五中学校が設置される。
  - 4月6日 - 第1回入学式を挙行、校章を制定。
  - 4月27日 - 校舎建設が着工。
  - 8月24日 - 校舎が竣工。
- 1958年（昭和33年）3月17日 - 校歌を制定。
- 1962年（昭和37年）9月18日 - 体育館が落成。
- 1974年（昭和49年）3月30日 - 新校舎が竣工。
- 2007年（平成19年）8月31日 - エアコン設置工事が完了。
- 2010年（平成22年）9月15日 - 校舎東側と体育館の耐震改修工事が完了。
- 2011年（平成23年）10月7日 - 校舎西側の耐震改修工事が完了。

## 教育目標・校訓

### 板橋第五中学校の教育目標
板橋第五中学校は、教育目標として以下の目標を掲げている（令和4年改定）。
- 常に夢や目標をもち　多様性を尊重し主体的に行動できる生徒の育成

### 板橋第五中学校の校訓
誠実

## 特色

### 制服
板橋第五中学校は制服として一般的な学生服とセーラー服を採用しているが、基本的に生徒に着用の義務はない。制服を着用する場合も夏服と冬服の移行期間を設けていないため、生徒自身が自由に夏服と冬服を選択して着用することができる。なお、始業式や終業式などの儀式においては着用することになっている。
生徒は制服・ジャージ（体育着）・私服のいずれかを着用して登校する。
また、近年は制服の廃止や着用のルールに関する保護者アンケートや生徒アンケートを実施している。

### スマホ持ち込み
2021年12月から2022年1月にわたって校則改定について議論を行い、申請制でのスマホ持ち込みが許可された。

### 小中一貫教育
同じ通学区域を持つ板橋第四小学校と共に小中一貫教育を行っている。具体的な取り組みとして学年の呼称を一般的な第1学年～第3学年から第7学年、第8学年、第9学年に変更している。また、板橋第四小学校の6年生に対して学校見学や部活動体験といった活動も行っている。

## 統廃合問題
板橋第五中学校は東京都板橋区立学校適正規模及び適正配置審議会の定める早急に対応が必要な小規模校の基準である「全校で6学級以下、150人以下」に該当している。そのため、たびたび統廃合について議論が行われる。板橋区によると今後20年で生徒数は緩やかに減少する見込みで、近隣の板橋第一中学校などとの統廃合も考えられている。
しかし最近は通学区域内の再開発が行われており、最新の生徒数推計などを総合的に考慮するとしている。

## 生徒数・学級数
データは公式ホームページより。
|        |        | 第7学年 | 第8学年 | 第9学年 | 合計 |
| ------ | ------ | ------- | ------- | ------- | ---- |
| 生徒数 | 男子   | 28      | 25      | 31      | 76   |
| 生徒数 | 女子   | 22      | 17      | 23      | 62   |
| 生徒数 | 合計   | 50      | 42      | 54      | 134  |
| 学級数 | 学級数 | 2       | 2       | 2       | 6    |

## 部活動
板橋第五中学校では、知・徳・体のバランスのとれた「生きる力」を育てることや心身の健康の維持増進を目的に部活動を実施している。令和7年度時点で、板橋第五中学校には以下の部活動がある。令和7年度から、板橋区の野球部は全て野球クラブとなり地域クラブになった。
- ソフトテニス部
- バドミントン部
- 吹奏楽部
- 美術部
- バスケットボール部
- 野球　⇒　令和７年度より、板橋地域クラブへ移行。活動場所は本校。

## 通学区域
板橋一丁目、板橋二丁目39番～42番、板橋三丁目1番～43番、板橋四丁目、加賀一丁目1番～2番
板橋第四小学校と同じ通学区域を持ち、ほとんどの生徒が同小学校から入学するが、入学予定校変更希望制によって他の通学区域の小学校から入学することも出来る。

## 周辺環境

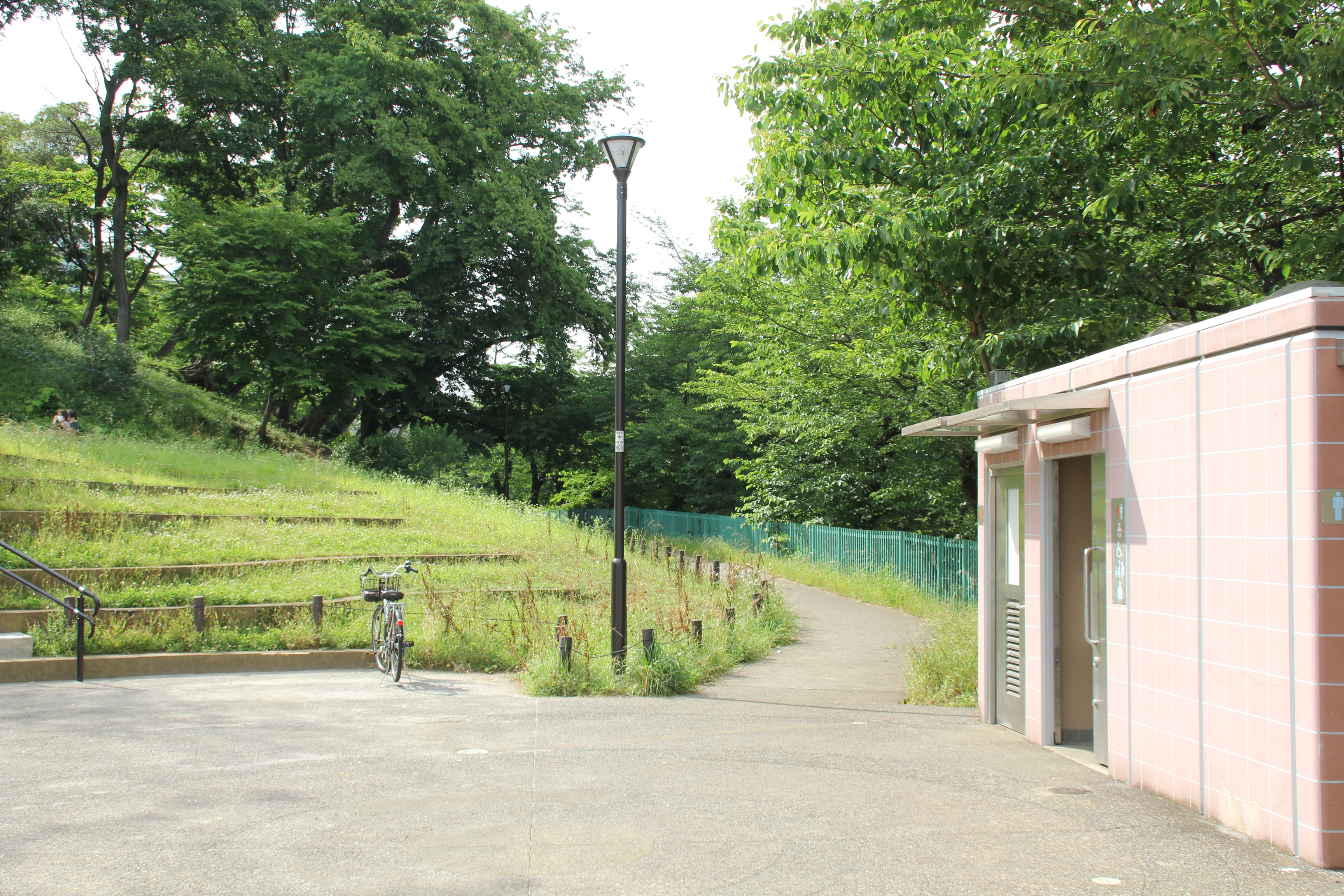
加賀公園 - 校舎裏に道路を挟んで立地している。
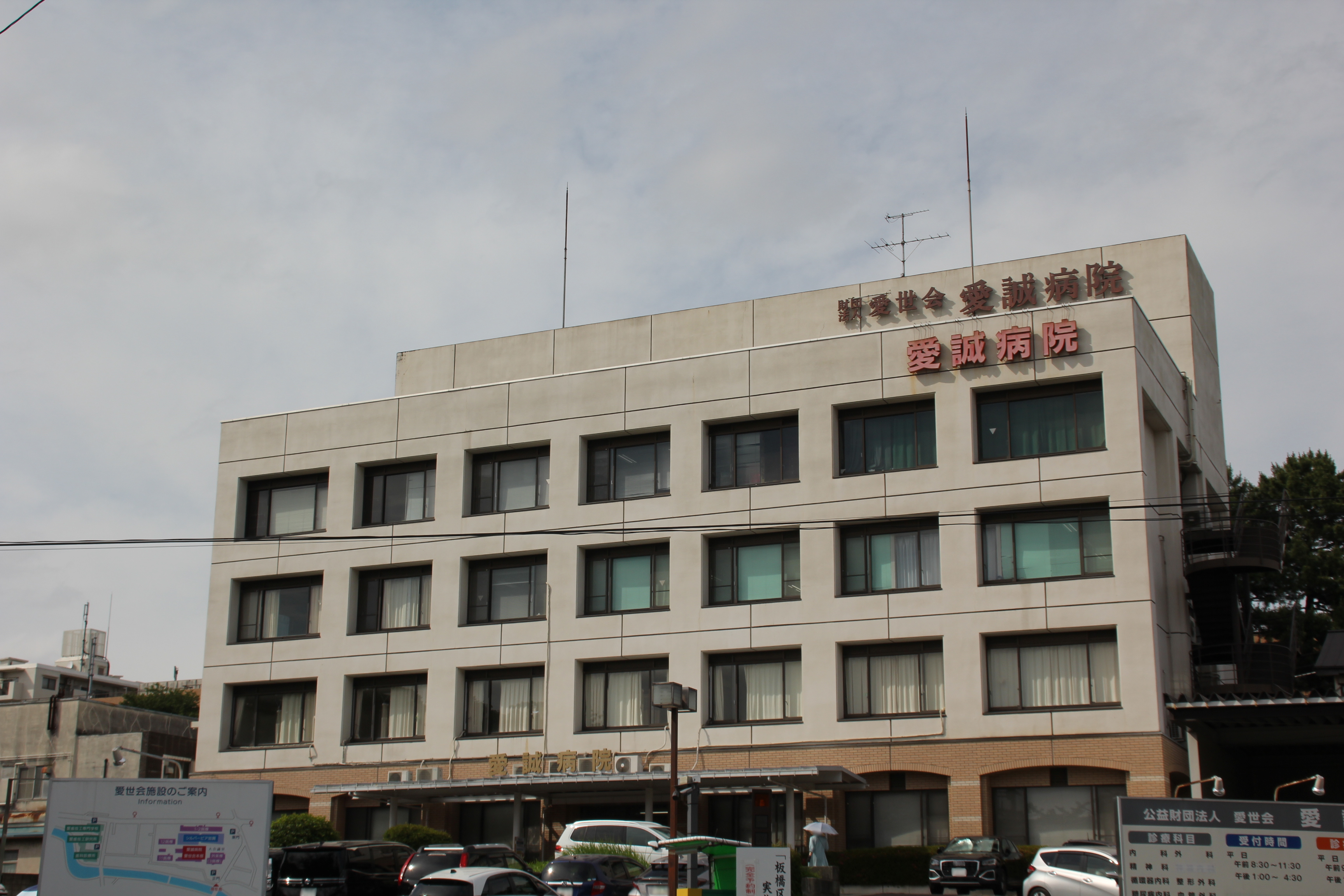
愛誠病院
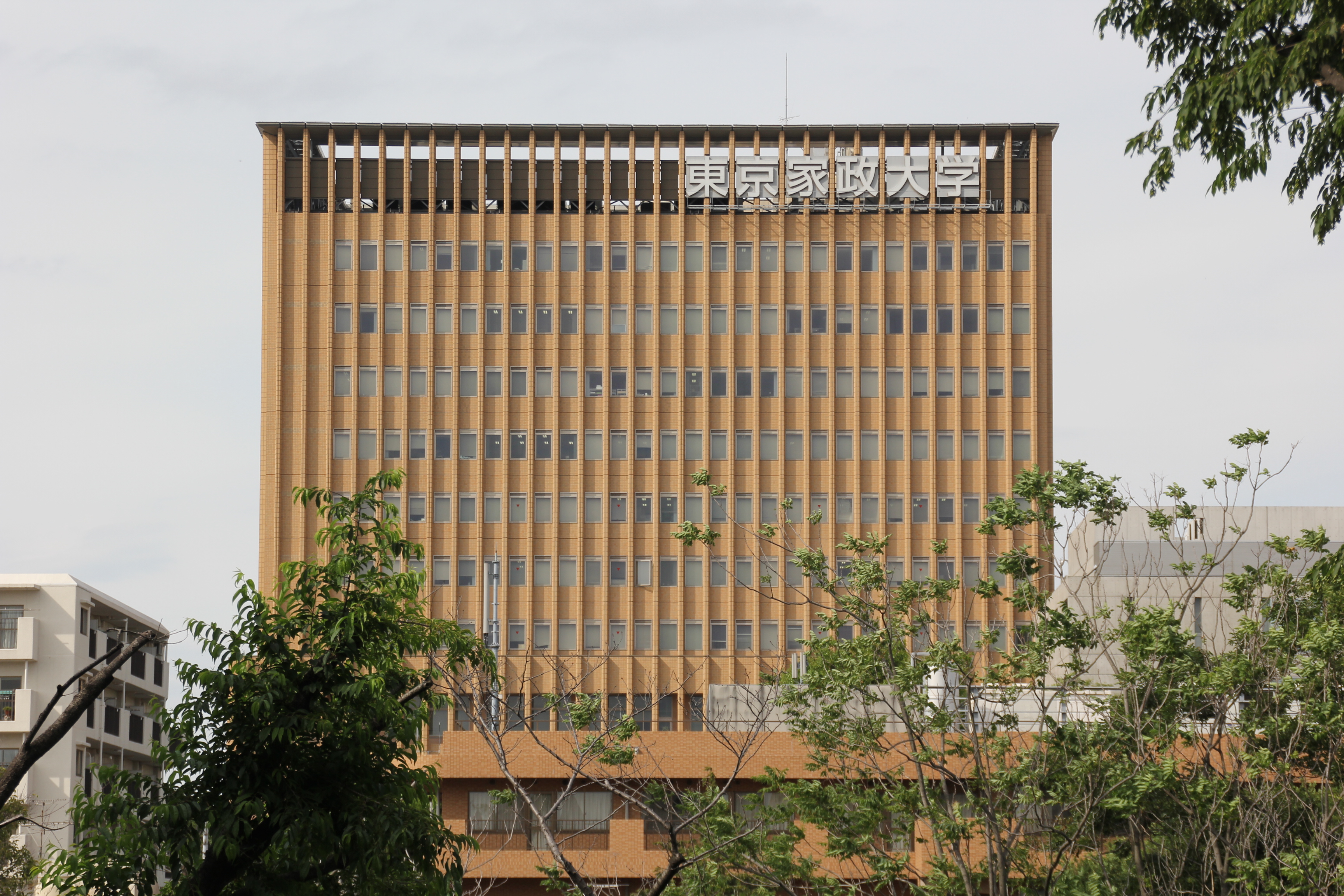
東京家政大学 板橋キャンパス
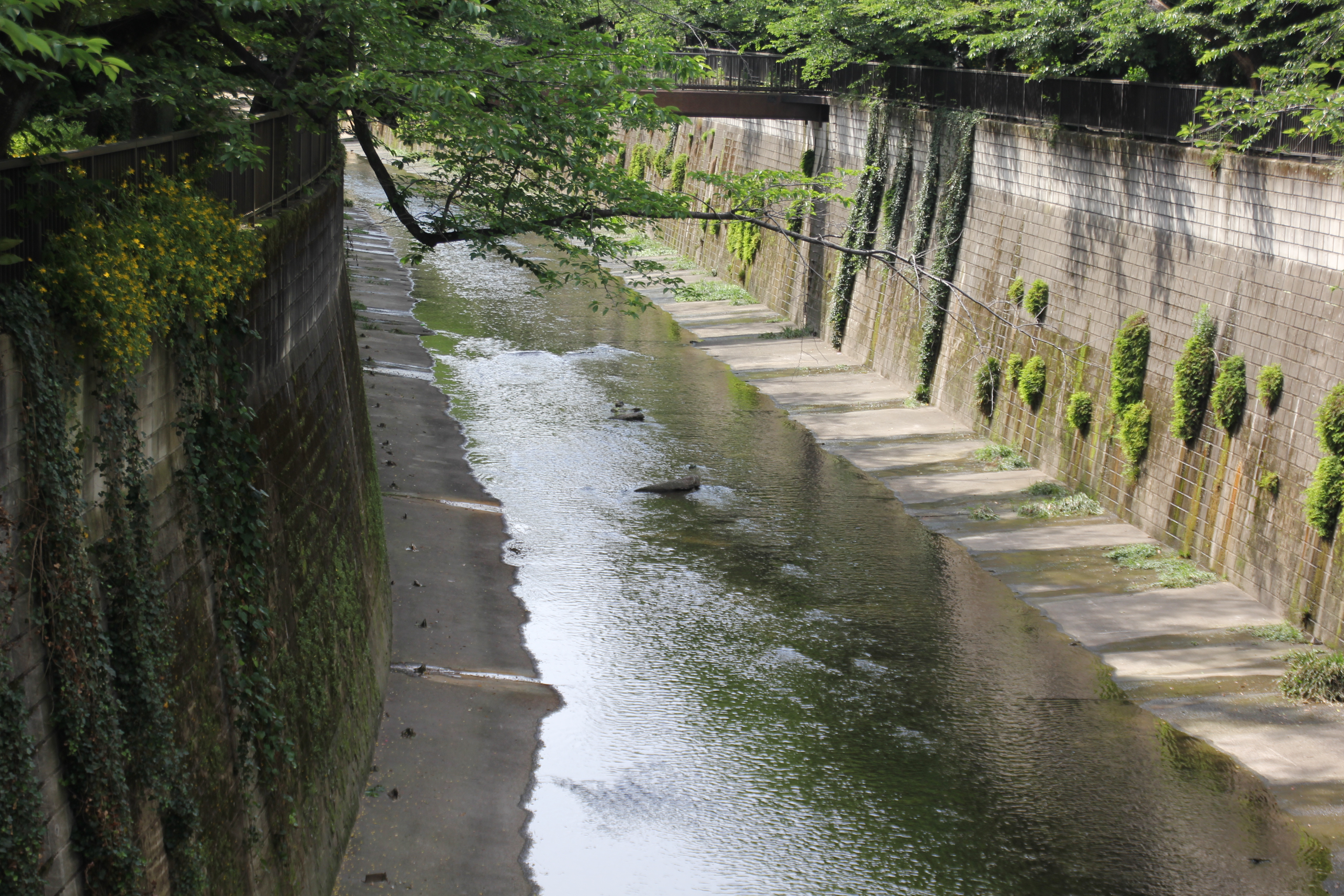
石神井川 - 加賀公園裏を流れている。
- 板橋区立板橋こども動物園
- 東京都立王子特別支援学校
- 陸上自衛隊十条駐屯地  - 板橋区立加賀公園
  - 愛誠病院
  - 東京家政大学板橋キャンパス
  - 加賀公園裏を流れる石神井川